# Списак ликова серије Ургентни центар (српска ТВ серија)

Ургентни центар је драмска серија која се емитује на каналу Прва од 6. октобра 2014. године. Серија је адаптација америчке телевизијске серије Ургентни центар.

## Ликови

### Главни
| Глумац                  | Лик                    | Сезона   | Сезона   | Сезона   | Сезона   |
| Глумац                  | Лик                    | 1        | 2        | 3        | 4        |
| ----------------------- | ---------------------- | -------- | -------- | -------- | -------- |
| Марко Јањић             | Марко Павловић         | Главни   | Главни   |          |          |
| Тамара Крцуновић        | Милица Лукић           | Главни   | Главни   |          |          |
| Катарина Радивојевић    | Катарина Грујић        | Главни   |          |          |          |
| Милица Јанкетић         | Катарина Грујић        |          | Главни   |          |          |
| Иван Босиљчић           | Немања Арсић           | Главни   | Главни   | Главни   | Главни   |
| Зинаида Дедакин         | Љиљана Хаџић           | Главни   | Главни   | Епизодни | Епизодни |
| Иван Јевтовић           | Рефик Петровић         | Главни   | Главни   | Главни   | Главни   |
| Даница Максимовић       | Даница Симић           | Главни   |          |          |          |
| Власта Велисављевић     | Господин Андрић        | Главни   |          |          |          |
| Стефан Бундало          | Мишко                  | Главни   |          |          |          |
| Бојан Перић             | Никола Ристић          | Главни   |          |          |          |
| Миодраг Драгичевић      | Никола Ристић          |          | Главни   |          |          |
| Мики Манојловић         | Лазар Шћепановић       | Главни   | Главни   |          |          |
| Дубравка Мијатовић      | Сара Коларов           |          | Главни   | Главни   | Главни   |
| Немања Јаничић          | Љубомир Марковић       |          | Главни   | Епизодни | Епизодни |
| Драган Мићановић        | Алекса Радак           |          |          | Главни   | Главни   |
| Слобода Мићаловић       | Марта Вуковић          |          |          | Главни   |          |
| Милан Колак             | Дамјан Мештеровић      |          |          | Главни   | Главни   |
| Марија Вицковић         | Симонида Коњовић       |          |          | Главни   | Главни   |
| Бане Видаковић          | Димитрије Принцип      |          | Епизодни | Главни   | Епизодни |
| Марина Ћосић            | Наташа Бајић           | Епизодни | Епизодни | Главни   |          |
| Никола Вујовић          | Максим Ускоковић       |          | Епизодни | Главни   | Главни   |
| Иван Ђорђевић Џуди      | Лука Ковач             |          |          | Главни   |          |
| Оља Левић               | Тамара Мацановић       |          |          | Главни   | Главни   |
| Милена Живановић        | Вања Кокотовић         |          |          | Епизодни | Главни   |
| Милица Мајкић           | Викторија-Бела Маровић | Епизодни | Епизодни | Епизодни | Главни   |
| Магдалена Мијатовић     | Софија Крунић          |          |          |          | Главни   |
| Ђорђе Митровић          | Милан Галовић          |          |          |          | Главни   |
| Александар Радојичић    | Вук Тешић              |          |          |          | Главни   |
| Маја Манџука            | Андреа Марков          |          |          |          | Главни   |
| Александар Димитријевић | Ђорђе Предић           |          |          |          | Главни   |
| Бранкица Себастијановић | Маја Регодић           |          |          |          | Главни   |
| Мирка Васиљевић         | Сташа Тагић            |          |          |          | Главни   |

### Епизодне

#### Лекари
| Глумац/глумица                     | Име лика                                | Опис                                                     | Појављивање  |
| ---------------------------------- | --------------------------------------- | -------------------------------------------------------- | ------------ |
| Александар Ђурица/Франо Ласић      | Др Предраг Драшковић/Др Јоже Видмар     | Начелник кардиологије                                    | Сезоне 1, 3− |
| Бојана Ординачев/Јелица Сретеновић | Др Анђела Недовић                       | Одељенска хируршкиња                                     | Сезоне 1−2   |
| Миљана Кравић/Маја Митић           | Др Ана Пејовић                          | Гинеколошкиња                                            | Сезоне 1−3   |
| Раде Миљанић                       | Др Стева                                | Рендгенолог                                              | Сезоне 1−2   |
| Вахидин Прелић/Слободан Бештић     | Др Михајло Христић                      | Ортопед                                                  | Сезоне 1−2   |
| Мирсад Тука                        | Др Дејан Цветић                         | Психијатар                                               | Сезона 1     |
| Маријана Мићић                     | Др Сара                                 | Специјализанткиња хирургије треће године                 | Сезона 1     |
| Софија Рајовић                     | Др Ксенија Јованов                      | Стажисткиња                                              | Сезона 1     |
| Воја Брајовић                      | Др Гвозден Цвијановић                   |                                                          | Сезоне 2−3   |
| Стојан Ђорђевић                    | Др Златко Кораћ                         | Стажиста хирургије. Пре тога био студент четврте године. | Сезона 2     |
| Момчило Мурић                      | Др Делибашић                            |                                                          | Сезонe 2−3   |
| Борис Исаковић                     | Др Илић                                 | Кардиоторашки хирург                                     | Сезона 2     |
| Јован Мијовић                      | Др Пријовић                             | Психијатар                                               | Сезоне 2−3   |
| Владимир Вучковић                  | Др Зоран Бошковић                       | Стажиста хирургије                                       | Сезона 2     |
| Александар Милосављевић            | Др Пешић                                |                                                          | Сезона 2     |
| Јелисавета Орашанин/Ана Ђорђевић   | Др Маргарета Мандић/Др Мартина Шимић    | Стажисткиња ургентног центра                             | Сезона 2−3   |
| Јелена Ђукић                       | Др Тамара Чалић                         | Педијатријска хируршкиња                                 | Сезона 2     |
| Стефан Радоњић                     | Др Јован Франић                         | Одељење за заразне болести                               | Сезона 2     |
| Нина Сеничар                       | Др Соња Гајшек                          | Психијатарка                                             | Сезона 2     |
| Ана Стефановић                     | Др Гонцић                               | Гинеколошкиња                                            | Сезона 2     |
| Ања Алач/Ања Мит                   | Др Јасмина Стошић/Др Марина Велимировић | Педијатарка                                              | Сезоне 2−3   |
| Јован Бастић                       | Др Качар                                | Начелник педијатрије                                     | Сезоне 2−3   |
| Жељко Димић                        | Др Дарио Ковачевић                      | Хирург                                                   | Сезона 3     |
| Марица Вулетић                     | Др Марковић                             | Начелница неурохирургије                                 | Сезона 3     |
| Александар Ћурчић                  | Др Захаријевић                          | Хирург                                                   | Сезона 3     |
| Бојан Белић                        | Др Томислав Гарић                       | Хирург                                                   | Сезона 3     |
| Петар Милићевић                    | Др Матија Росић                         | Педијатар                                                | Сезона 3     |
| Јована Стевић                      | Др Мирјана Настасијевић                 |                                                          | Сезона 3     |
| Боба Стојмировић                   | Др Костић                               |                                                          | Сезона 3     |
| Ненад Маричић                      | Др Андрија Бандић                       | Хирург                                                   | Сезона 3     |
| Димитрије Стојановић               | Др Никола Властић                       | Хирург                                                   | Сезоне 3−    |
| Милутин Вешовић                    | Др Елезовић                             | Хирург                                                   | Сезона 3     |
| Михаела Стаменковић                | Др Снежана Лечић                        |                                                          | Сезона 3     |
| Александар Баошић                  | Др Коста Ерак                           |                                                          | Сезона 3     |
| Ђорђе Драгићевић                   | Др Стеван Божовић                       | Пластични хирург                                         | Сезона 3     |
| Албин Салиховић                    | Др Растко Јулић                         | Генетичар                                                | Сезона 3     |
| Радомир Николић                    | Др Стоименов                            | Психијатар                                               | Сезона 3     |
| Биљана Михаиловић                  | Др Јокановић                            |                                                          | Сезона 3     |
| Златко Ракоњац                     | Др Дејан Димов                          |                                                          | Сезоне 3−4   |
| Бранко Цвејић                      | Др Горан Мешовић                        |                                                          | Сезона 3     |
| Петар Миљуш                        | Др Пајић                                |                                                          | Сезона 3     |
| Јелица Ковачевић                   | Др Жанек Стојадиновић                   | Начелница хирургије                                      | Сезона 4     |
| Мирјана Требињац                   | Др Катарина Лијешевић                   | Психијатар                                               | Сезона 4     |
| Дамјан Кецојевић                   | Др Дејан Добрашиновић                   | Кардиоваскуларни хирург                                  | Сезона 4     |
| Милош Пантић                       | Др Никша Кувекаловић                    | Стажиста                                                 | Сезона 4     |
| Стефан Ђоковић                     | Др Анђелко Момчиловић                   | Стажиста                                                 | Сезона 4     |

#### Болничари
| Глумац/глумица                        | Име лика      | Појављивање |
| ------------------------------------- | ------------- | ----------- |
| Искра Брајовић                        | Бранкица      | Сезона 1    |
| Ташана Ђорђевић                       | Тања          | Сезона 1    |
| Горица Регодић                        | Жика          | Сезоне 1−3  |
| Даница Тодоровић                      | сестра Стана  | Сезоне 2−4  |
| Маја Николић                          | Мара          | Сезоне 2−4  |
| Јелена Пузић                          | Саша          | Сезона 2    |
| Маша Ђорђевић                         | Зоје Дробњак  | Сезона 2    |
| Александра Бабовић                    | Јасна         | Сезона 2    |
| Јана Михаиловић/Александра Стојановић | Хана          | Сезоне 3−   |
| Тијана Вишковић                       | Нада Ерић     | Сезона 3    |
| Анђела Станојевић                     | Биба          | Сезона 3    |
| Јелена Мрђа                           | Нена          | Сезона 4    |
| Даница Петровић                       | Надица Контић | Сезона 4    |
| Јелена Велковски                      | сестра Лола   | Сезона 4    |

#### Студенти
| Глумац/глумица          | Име лика         | Положај                  | Појављивање |
| ----------------------- | ---------------- | ------------------------ | ----------- |
| Анђела Јовановић        | Ева Срнић        | Студенткиња треће године | Сезона 2    |
| Нина Мрђа               | Александра Гајић | Студенткиња              | Сезона 2    |
| Алекса Радојловић       | Горан Јокић      | Студент треће године     | Сезона 2    |
| Александар Стоименовски | Велимир Алексић  | Студент треће године     | Сезона 3    |
| Никола Брун             | Васа             | Студент треће године     | Сезона 3    |
| Теодора Вујиновић       | Лидија           | Студенткиња треће године | Сезона 3    |
| Јелена Живковић         | Лана Николић     | Студенткиња треће године | Сезона 3    |
| Милан Пајић             | Видан Мандић     | Студент треће године     | Сезона 3    |
| Стефан Миливојевић      | Митар            | Студент друге године     | Сезона 3    |
| Аљоша Ђидић             | Коља             | Студент друге године     | Сезона 3    |
| Јован Игњатовић         | Милош            | Студент друге године     | Сезона 3    |
| Александар Којић        | Војислав Васић   | Студент треће године     | Сезона 4    |
| Ана Томић               | Тина Трифуновић  | Студенткиња друге године | Сезона 4    |
| Матија Живковић         | Павле Ненадић    | Студент                  | Сезона 4    |
| Симонида Мандић         | Ема Аџић         | Студенткиња              | Сезона 4    |

#### Запослени и хитна помоћ
| Глумац/глумица                   | Име лика             | Положај                  | Појављивање |
| -------------------------------- | -------------------- | ------------------------ | ----------- |
| Јелена Ћурувија                  | Оксана Володомиренко | Лекарска помоћница       | Сезона 1    |
| Слободан Павелкић/Лазар Миљковић | Видоје               | Техничар                 | Сезоне 1−2  |
| Иван Ђорђевић/Бојан Хлишћ        | Бошко                | Техничар                 | Сезоне 1−2  |
| Катарина Жутић/Анастасија Мандић | Дуња Ћук             | Социјална радница        | Сезоне 1−2  |
| Јована Балашевић                 | Ана                  | Шалтерска службеница     | Сезона 2    |
| Драгана Мићаловић                | Петра                | Шалтерска службеница     | Сезона 2    |
| Младен Совиљ                     | Дарко Јакшић "Јакша" | Техничар                 | Сезона 2    |
| Никола Штрбац                    | Света                | Техничар                 | Сезона 2    |
| Драгиња Милеуснић                | Божена Павасовић     | Службеница Правне службе | Сезона 2    |
| Танасије Ћакић                   | Горан                | Техничар                 | Сезона 3    |
| Миливој Борља                    | Миша                 | Техничар                 | Сезоне 3−   |
| Ивана Вуковић                    | Ива                  | Техничарка               | Сезоне 3−   |
| Страхиња Блажић                  | Стрибор              | Техничар                 | Сезона 3    |
| Ирена Вучковић                   | Анета Неговановић    | Социјална радница        | Сезона 3    |
| Томислав Радосављевић            | Корић                | Техничар                 | Сезона 3    |
| Милена Божић                     | Ружа                 | Техничарка               | Сезона 3    |
| Тијана Упчев/Маја Шуша           | Дора Ковачевић       | Социјална радница        | Сезоне 3−   |
| Весна Ђурковић                   | Данка                | Социјална радница        | Сезона 3    |
| Ђорђе Николић                    | Филип Бабић          | Техничар                 | Сезона 3    |
| Мина Манојловић                  | Тијана               | Болничарка               | Сезона 3    |
| Александар Стајић                | Аца                  | Болничар                 | Сезона 4    |
| Милан Поповић                    | Чеда Радошевић       | Болничар                 | Сезона 4    |
| Миа Радовановић                  | Вера Митић           | Социјална радница        | Сезона 4    |

#### Чланови породице
| Глумац/глумица                                     | Име лика           | Положај                            | Појављивање   |
| -------------------------------------------------- | ------------------ | ---------------------------------- | ------------- |
| Бранка Веселиновић                                 | госпођа Андрић     | Супруга господина Андрића          | Сезона 1      |
| Борка Томовић/Ивана Поповић                        | Невена Павловић    | Супруга Марка Павловића            | Сезоне 1−2    |
| Тиња Дамњановић/Маша Артико                        | Сања Павловић      | Ћерка Марка Павловића              | Сезоне 1−2    |
| Јадранка Селец/Драгана Мркић                       | Хелена Грујић      | Мајка Катарине Грујић              | Сезоне 1−2    |
| Зумрита Јакуповић/Ирена Јовановић/Тамара Белошевић | Сандра Петровић    | Сестра Рефика Петровића            |               |
| Звонко Митровић/Жељко Кундовић                     | Адил               | Зет Рефика Петровића               | Сезоне 1−2, 4 |
| Продана Бркић                                      |                    | Мајка Рефика Петровића             | Сезоне 1−2    |
| Наташа Марковић                                    | Дуња Лукић         | Сестра Милице Лукић                | Сезоне 1−2    |
| Михаела Стаменковић/Исидора Грађанин               | Лидија Вукић       | Бивша девојка Немање Арсића        | Сезоне 1−2    |
| Марко Николић                                      | Храбрен Лукић      | Отац Милице Лукић                  | Сезона 2      |
| Дара Џокић                                         | Цвета Лукић        | Мајка Милице Лукић                 | Сезона 2      |
| Милош Ђуровић/Дарко Ивић                           | Стева Бајић        | Супруг Наташе Бајић                | Сезоне 2−3    |
| Тихомир Арсић                                      | Страхиња Арсић     | Отац Немање Арсића                 | Сезона 2      |
| Горица Поповић                                     | Гордана Арсић      | Мајка Немање Арсића                | Сезона 2      |
| Петар Новићевић                                    | Дејан Ћук          | Син Дуње Ћук                       | Сезона 2      |
| Милица Стефановић                                  | Јасна Радић        | Девојка Рефика Петровића           | Сезоне 2−3    |
| Никола Малбаша                                     | Виктор Мештеровић  | Брат од стрица Дамјана Мештеровића | Сезоне 3−4    |
| Бранка Петрић                                      | Ксенија Мештеровић | Бака Дамјана Мештеровића           | Сезоне 3−4    |
| Тодор Јовановић                                    | Константин Принцип | Син Димитрија Принципа             | Сезона 3      |
| Вук Јагодић                                        | Војин Петровић     | Син Рефика Петровића               | Сезона 3      |
| Милош Мићовић                                      | Јосип              | Дечко Јасне Радић                  | Сезонe 3−4    |
| Горан Султановић                                   | Владимир Радак     | Отац Алексе Радака                 | Сезона 3      |
| Марија Опсеница                                    | Иванка Радак       | Мајка Алексе Радака                | Сезона 3      |
| Милан Кочаловић                                    | Јован Мештеровић   | Дека Дамјана Мештеровића           | Сезонa 3      |
| Јелена Радосављевић                                | Емилија Принцип    | Супруга Димитрија Принципа         | Сезона 3      |
| Небојша Кундачина/Аљоша Вучковић                   | Часлав Коњовић     | Отац Симониде Коњовић              | Сезоне 3−4    |
| Дуња Вулић                                         | Уна Радак          | Ћерка Алексе Радака                | Сезона 3-4    |
| Ивана Недовић                                      | Вида Радак         | Бивша супруга Алексе Радака        | Сезона 3      |
| Маја Новељић Ромчевић                              | Љубина Коњовић     | Мајка Симониде Коњовић             | Сезоне 3−4    |
| Бранка Пујић                                       | Олга Кос           | Мајка Вање Кокотовић               | Сезонe 3−     |
| Бојан Кривокапић                                   | Радош Лолић        | Бивши супруг Вање Кокотовић        | Сезона 4      |
| Предраг Милетић                                    | Небојша Маровић    | Отац Викторије-Беле Маровић        | Сезона 4      |
| Милица Глоговац                                    |                    | Покојна сестра Немање Арсића       | Сезона 4      |
| Паулина Манов                                      | Елена Мештеровић   | мајка Дамјана Мештеровића          | Сезона 4      |
| Небојша Дугалић                                    | Јанко Мештеровић   | отац Дамјана Мештеровића           | Сезона 4      |
| Нада Даниловић                                     | Маријана Борковић  | Ћерка Љиљане Милановић             | Сезона 4      |
| Леонтина Латиновић                                 | Ива Борковић       | Унука Љиљане Милановић             | Сезона 4      |
| Филип Радовановић                                  | Емилијан Кос       | Брат Вање Кокотовић                | Сезона 4      |
| Вујадин Милошевић                                  | Лав Предић         | Брат Ђорђа Предића                 | Сезона 4      |